# Generalstaben
Generalstaben (Gst), var ett ledningsförband samt den högsta operativa ledningen för svenska armén under Kungl. Maj:t som verkade åren 1695–1937. Staben för Generalstaben var förlagd i Stockholms garnison i Stockholm. Den ersattes 1937 av Försvarsstaben och Arméstaben.

## Historik

Johan Adam von Gertten i uniform m/1801 för en överstelöjtnant vid Generalstaben, på bröstet bär han riddartecknet av Svärdsorden. Målning av Alexander Lauréus omkring 1808.

Benämningen generalstaben förekom redan under Gustav II Adolfs regeringstid. Karl XI lät utarbeta de första uppmarschplanerna för hären och i en förordning från 1695 meddelades föreskrifter för generalstabstjänsten. Under Karl XII reglerades 1709 och 1717 tjänsterna vid högre kvarter och staber. Under 1700-talet gjordes det litet eller intet på stabstjänstens område till dess Gustav III utfärdade en generaladjutantinstruktion, vars grunder gick tillbaka på Karl XII:s förordningar.
År 1805 utarbetade Gustaf Wilhelm af Tibell ett förslag till reglering av arméns generalstab i fält, samt organiserandet av en fältmätningskår, som också innefattade ett krigsarkiv som skulle finnas i fred. 1816 stadgade Kunglig Majestät att en generalstab under befäl av en generaladjutant för armén skulle inrättas. Den bestod av generaladjutanter, överadjutanter och stabsadjutanter. Även officerare kvarstående på sina regementsstaber, vilka beordrades att för viss tid förrätta generalstabstjänst ingick. År 1811 hade fältmätningskåren förflyttats till Ingenjörskåren men blev 1831 självständig med benämningen Topografiska kåren.
Med departementsreformen 1840 blev chefen för Lantförsvarsdepartementet även chef för Generalstaben, vilket han var till generalstabsreformen 1873. Den dåvarande generalstaben ansågs alldeles för löst organiserad. Staben omorganiserades och krigsministern skildes från uppdraget att vara generalstabschef och en särskild stabschef utsågs.
Vid 1936 års riksdag genomfördes genom försvarsbeslutet 1936 en försvarsreform, vilken gjorde att Generalstaben försvann och ersattes av Försvarsstaben (för krigsmakten i stort) samt Arméstaben. En generalstabskår inrättades med arméstabschefen som obligatorisk chef.

## Ingående enheter
År 1932 var Generalstaben, Huvudstationen, indelad i följande avdelningar:
- Centrala avdelningen
- Kommunikationsavdelningen
- Organisationsavdelningen
- Utbildningsavdelningen
- Utrikesavdelningen
- Krigshistoriska avdelningen (förenat med Krigsarkivet)
- Topografiska avdelningen (var ansvarigt för Generalstabens Kartverk)

Generalstaben anvisade också personal till det dåvarande Lantförsvarets kommandoexpedition, arméfördelnings- och militärområdesstaber med flera myndigheter. Generalstabens personal 1932 bestod av regementsofficerare (överadjutanter) och kaptener (stabsadjutanter). Aspiranter, vilka var officerare som genomgått kurser vid behörig militär högskola, kunde också tjänstgöra vid generalstaben.

## Chefer

### Generaladjutanter och Chefer för Generalstaben 1816-1840
- (1815) 1816–1828: Magnus Björnstjerna
- 1828–1840: Magnus Brahe

### Chefer för Generalstaben 1840–1873
- Statsrådet och Chefen för Lantförsvarsdepartementet

### Ordinarie chefer för Generalstaben 1873–1937
- 1873–1881: Hugo Raab
- 1882–1885: Axel Ryding
- 1885–1905: Axel Rappe
- 1905–1919: Knut Gillis Bildt
- 1919–1922: Lars Tingsten
- 1922–1930: Carl Gustaf Hammarskjöld
- 1930–1933: Bo Boustedt
- 1933–1937: Oscar Nygren

### Tillförordnade chefer för Generalstaben
- 1882–1885: Axel Rappe
- 1892–1895: Ernst von der Lancken
- 1895–1899: Carl Warberg
- 1899–1899: Knut Gillis Bildt

## Bilder

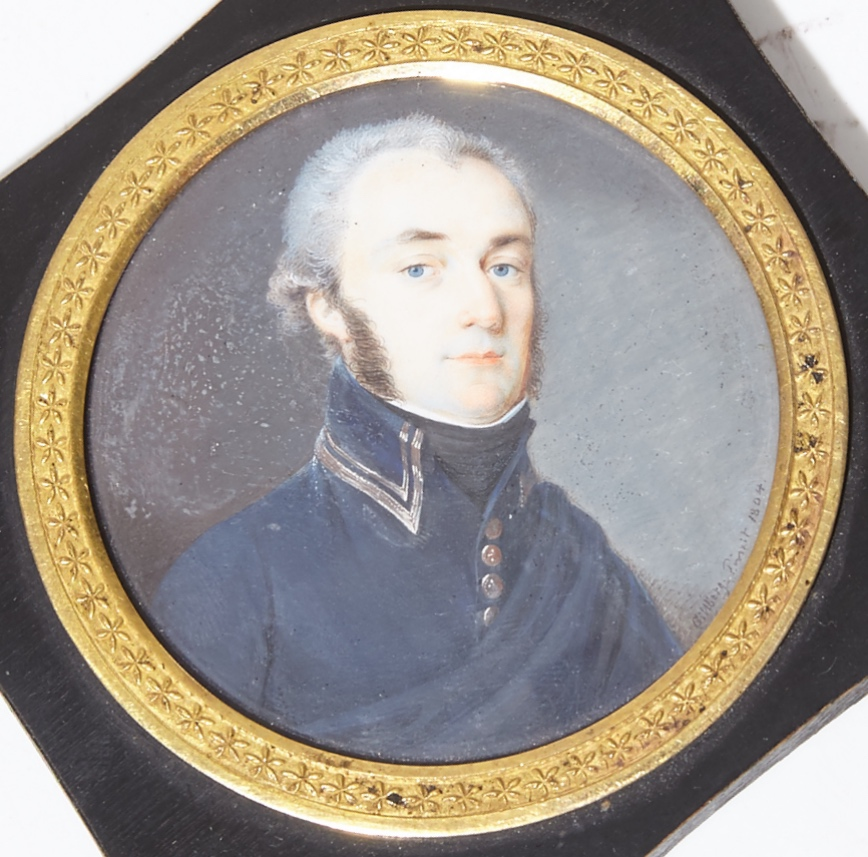
Carl Gustaf Nordforss i uniform m/1801 för en överstelöjtnant vid Generalstaben. Målning från 1804 av Jacob Axel Gillberg.
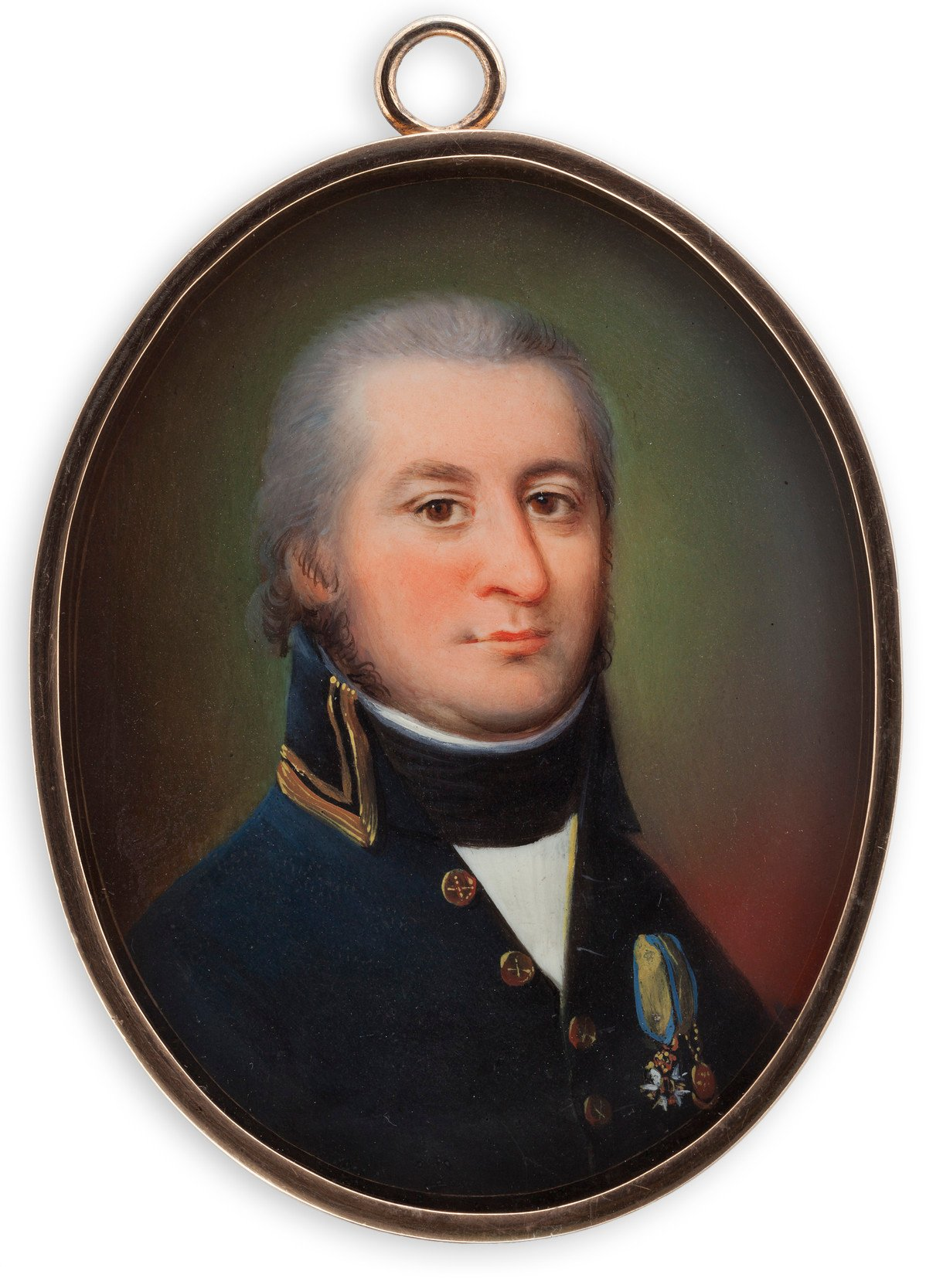
Gottlieb David Carl Leijonhielm i uniform m/1801 för en överste vid Generalstaben. Målning av Carl Viertel.
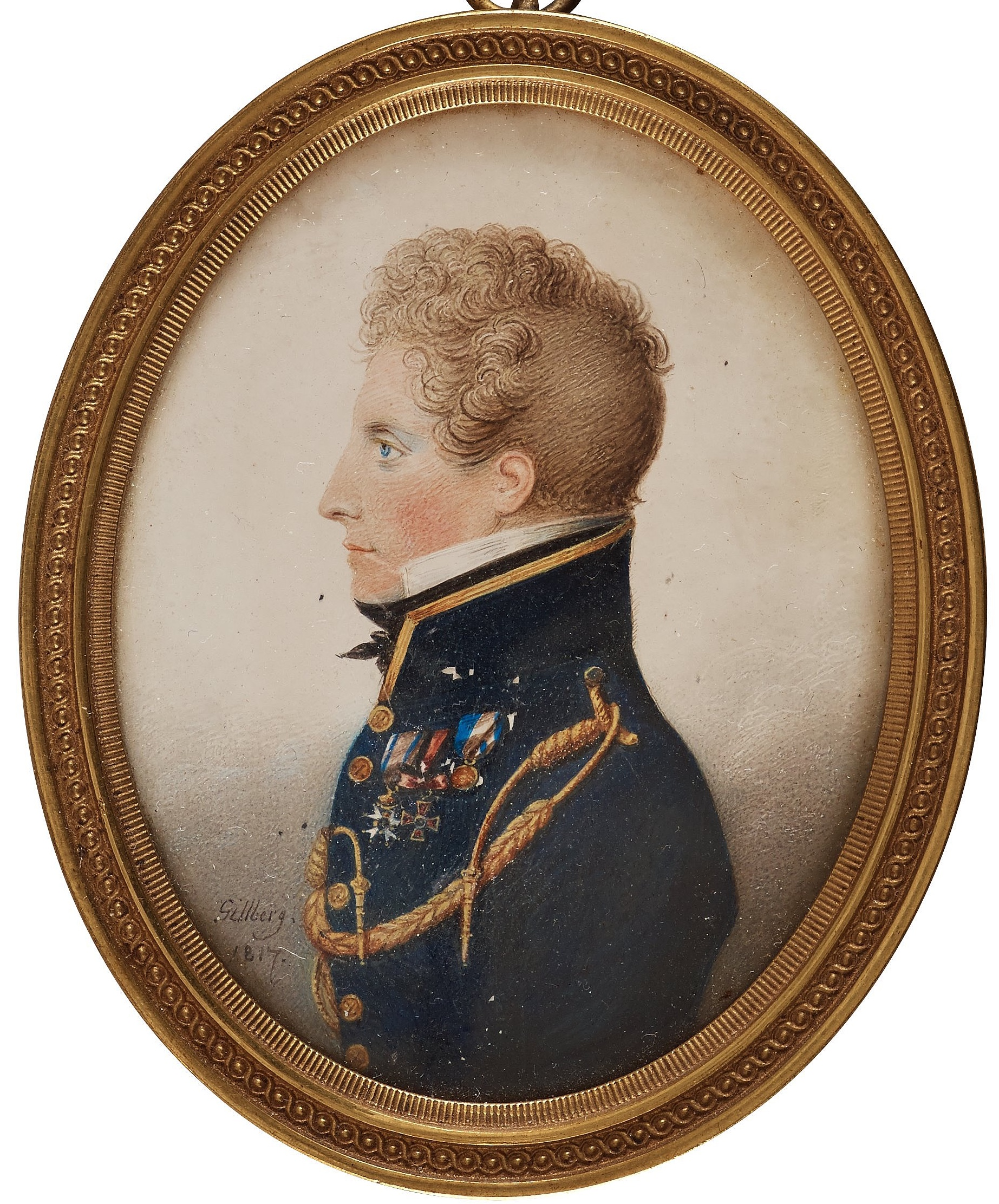
Magnus von Rosen iklädd Uniform m/1810 för en kapten i Generalstaben, samt bärandes på bröstet riddartecknen för Svärdsorden och Sankt Vladimirs orden samt medaljen För tapperhet i fält i guld. Målning från 1817 av Jacob Axel Gillberg.
Carl von Dannfelt i uniform med epåletter för en överstelöjtnant vid Generalstaben, med Svärdsordens riddartecken på bröstet, och kommendörskorset av Vasaorden runt halsen. Målning av Johan Gustaf Wäström, 1811.
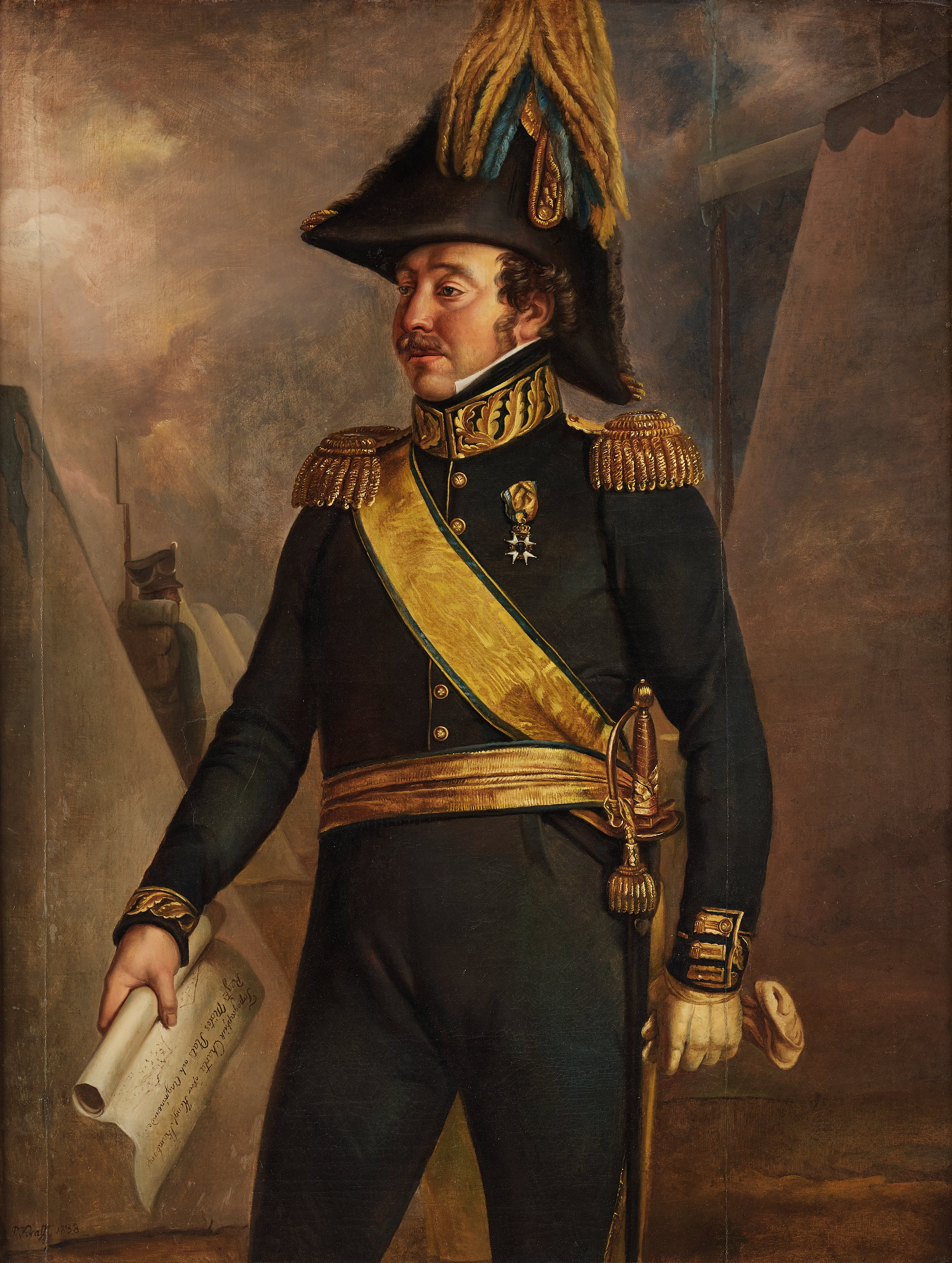
Christer Posse af Säby avporträtterad 1838 av Per Krafft d.y.. Posse bär uniform för en generaladjutant vid Generalstaben. På bröstet syns Svärdsorden och över axeln dess ordensband. Han håller en karta över Skaraborgs regementes övningsplats i handen. I bakgrunden ses ett fältläger med tält och en soldat på vakt.